# Lin Jü-jing
Lin Jü-jing (čínsky pchin-jinem Lín Yùyīng, znaky 林育英; 25. února 1897 – 6. března 1942) byl čínský komunistický revolucionář, ve druhé polovině 20. let a první polovině 30. let komunistický a odborový aktivista na okresní úrovni působící v několika provinciích, v letech 1924–1925 a 1933–1935 se učil a pracoval v Sovětském svazu. Po roce 1935 byl členem vedení Komunistické strany Číny, roku 1936 působil v jejím politbyru.
Zasáhl do historie komunistického hnutí v Číně, když v listopadu–prosinci 1935 předal vedení KS Číny v sovětské oblasti Šen-si-Kan-su-Ning-sia informace o VII. kongresu Kominterny, zejména o obsahu [politiky jednotné fronty schválené na kongresu a způsobu její aplikace na čínské podmínky, a když se během roku 1936 výrazně podílel na usmíření Čang Kuo-tchaoa a jeho následovníků s většinou politbyra a následném sjednocení komunistické strany a hlavních sil čínské Rudé armády.

## Život
Lin Jü-jing se narodil 25. února 1897 v okrese Chuang-kang na východě provincie Chu-pej. V mládí se zapojil do hnutí za obrodu Číny, roku 1919 založil se svými příbuznými základní školu a lidovou vzdělávací společnost. Roku 1920 pracoval jako dělník v barvírně šanghajské společnosti Lung-chua. Na podzim téhož roku se vrátil domů, protože jeho nejstarší syn byl vážně nemocný. Roku 1921 s příbuznými zřídili továrnu na ručníky, a obnovili chod jimi dříve založené základní školy. Roku 1922 vstoupil do Komunistické strany Číny, poté působil v dělnickém hnutí v Chan-jangu a Wu-čchangu, vedl odbory barvířů a tkalců ve Wu-chanu. 
Na jaře 1923 se přesunul do Čchang-ša, kde pracoval jako stranický a odborový funkcionář, na podzim 1924 odjel do Sovětského svazu studovat na Komunistické univerzitě pracujících Východu. V květnu 1925 se vrátil zpět do Číny, působil jako komunistický a odborový aktivista na obvodní úrovni v Šanghaji. Při jedné z demonstrací ho policista bodl do hlavy, což mu později vyvolávalo migrény. V lednu 1926 se na měsíc vrátil do Chuang-kangu, aby se zotavil ze zranění.  Poté se vrátil k politické práci v Šanghaji. V roce 1927 působil v Chan-kchou, na podzim se podílel na organizaci povstání podzimní sklizně ve východním Chu-peji, poté působil ve Wu-chanu a roku 1928 v Chu-nanu. Roku 1929 byl přeložen do Šanghaje. Na jaře 1930 byl poslán do Charbinu, řídit tamní komunistické odbory, od léta byl tajemníkem mandžuského výboru KS Číny. V září 1930 se zúčastnil zasedání ústředního výboru v Šanghaji a byl zvolen jeho kandidátem. Poté se vrátil do Mandžuska. V listopadu 1931 byl zatčen japonskou policií a odsouzen k pěti letům vězení. V souvislosti s japonskou invazí do Mandžuska byl v lednu 1932 propuštěn, ale jeho zdraví bylo podlomené v důsledku krutého zacházení ze strany Japonců. Poté odjel do Šanghaje pracovat v odborech. 
Počátkem roku 1933 odjel přes Evropu do Sovětského svazu, v Moskvě působil jako člen delegace KS Číny v Kominterně a jako zástupce Všečínské federace odborů u Rudé odborové internacionály. Podílel se na přípravě manifestu z 1. srpna. zúčastnil se VII. kongresu Kominterny, po němž byl vyslán zpět do Číny, aby předal pokyny ze zasedání ústřednímu výboru KS Číny, měl také zajistit obnovení rádiového spojení mezi KS Číny a Moskvou, přerušeného poté, co kuomintangská policie pozatýkala radisty v Šanghaji a zabavila vysílačku.
Do Číny cestoval jako obchodník s kožešinami přes Mongolsko, v listopadu 1935 dorazil do sovětské oblasti Šen-si-Kan-su-Ning-sia, předal šifry nutné k obnovení rádiového spojení s Moskvou a v prosinci 1935 se zúčastnil konference politbyra ve Wa-jao-pao, na němž informoval (zpaměti, z bezpečnostních důvodů neměl nic zapsaného) vedení KS Číny o usneseních a závěrech VII. kongresu Kominterny a o obsahu manifestu z 1. srpna, který jménem KS Číny publikovala delegace KS Číny v Kominterně. Politbyro podpořilo rozhodnutí učiněná v Moskvě a přijalo tak „politiku jednotné fronty“ proti Japonsku. Také zřídilo výbor pro práci v bílých oblastech při ÚV KSČ, jehož tajemníkem jmenovalo Čou En-laje a Lin Jü-jinga jeho zástupcem.
Politbyro rovněž Lin Jü-jinga v lednu 1936 kooptovalo mezi své členy (a současně i Pcheng Te-chuaje) a požádalo ho o zprostředkování mezi jimi a Čang Kuo-tchaoem a jeho 4. frontem. Lin Jü-jing tak od ledna 1936 jednal s Čang Kuo-tchaoem a vůdci 4. frontu, přičemž využíval své autority představitele Kominterny (u vědomí toho, že Čang nechtěl a nemohl Kominterně odporovat), a s podporou Čangova okolí ho v červnu 1936 přesvědčil, aby „svůj“ ústřední výbor přejmenoval na jihozápadní byro ústředního výboru a obnovil tak jednotu strany a vydal se se 4. frontem (a s mezitím ke 4. frontu přišlým 2. frontem) na sever do oblasti Šen-si-Kan-su-Ning-sia, takže v září 1936 se hlavní síly komunistických vojsk spojily.
V únoru 1937 stálý výbor politbyra rozhodl, že Lin Jü-jing převezme vedení oddělení průmyslu a zemědělství ústředního výboru. Ale už koncem února vedení strany přikázalo zformovat Západní pomocnou armádu, která měla vystoupil na pomoc Západní expediční armádě, která – tvořena hlavními silami bývalého 4. frontu - se pokoušela probít kansuským koridorem do Sin-ťiangu a byla v kritickém postavení. Velitelem záchranných vojsk byl jmenován Liou Po-čcheng, jejich komisařem Lin Jü-jing. Celá akce skončila neúspěchem, z vojsk v kansuském koridoru se zachránilo pouze několik set lidí a velitelství západní záchranné armády bylo v srpnu 1937 reorganizováno ve velitelství 129. divize, jedné ze tří divizí právě vzniklé 8. pochodové armády (na 8. pochodovou armádu byla přejmenována komunistická vojska regionu, protože v rámci politiky jednotné fronty byla čínská Rudá armáda formálně začleněna do kuomintangské Národní revoluční armády). Lin Jü-jing se současně stal členem ústřední revoluční vojenské komise KS Číny.
V lednu 1938 se mu zhoršilo jeho staré zranění hlavy, byl proto převelen do Jen-anu; funkci komisaře 129. divize po něm převzal Teng Siao-pching. Lin v Jen-anu organizoval dělnické a odborové hnutí regionu, po vzniku výboru pro odborovou činnost při ÚV KS Číny se stal jeho místopředsedou (předsedou byl Kchang Šeng, později Teng Fa). Lin Jü-jing také stanul v čele Dělnické školy a později Severočínské odborové univerzity, připravil založení časopisu Čínský dělník. V listopadu 1938 byl zasedání ústředního výboru převeden z kandidátů mezi jeho členy. Roku 1940 se jeho zdravotní stav zhoršoval a 6. března 1942 v Jen-anu zemřel. Byl slavnostně pohřben za účasti členů politbyra a dalších představitelů strany.
Lin Jü-jing se roku 1916 oženil s Tchu Ťün-ming, dělnicí ze Šanghaje a komunistickou aktivistkou, roku 1932 zatčenou a po čase propuštěnou, roku 1938 odešla do Jen-anu. Měli spolu pět dětí: 
- syn Lin Siao-sia (1917–2013), člen KS Číny od 1932, po roce 1953 působil jako zástupce tajemníka městského výboru KSČ v Charbinu;
- syn Lin Čchin-nan (1926–1947), od roku 1938 žil v Jen-anu, v roce 1947 padl v boji proti banditům v Chej-lung-ťiangu;
- syn Lin Chan-siung (* 1929), od roku 1938 žil v Jen-anu, od roku 1988 ministr výstavby Čínské lidové republiky;
- dcera která zemřela jako malá
- dcera Lin Li (* 1931), od roku 1938 žila v Jen-anu.

Jeho mladším příbuzným byl Lin Piao, jiným příbuzným komunistickým funkcionářem byl Lin Jü-nan, který zahynul roku 1931.